# Todos somos mala gente
Todos somos mala gente (humor con grandes comediantes) fue un ciclo televisivo que se emitió por el Canal 7 de Buenos Aires, Argentina, a mediados de 1969. Salía al aire los miércoles a las 21:00. Es la única participación de Les Luthiers en un ciclo de televisión.
Era un programa cómico, de humor negro. 
Todas las semanas, Les Luthiers tenía que preparar un número acorde al estilo del programa. 
Hacían de comparsa, apoyando las escenas actorales, pero además contaban con un espacio en cada programa para interpretar una canción de humor negro.
El programa contó con artistas como Perla Caron, Clara de Rabinovich y Julio Raggio.

## Sketches
1. El látigo y la diligencia (aire de danza pecuaria)
2. El alegre cazador que vuelve a su casa con un fuerte dolor acá (scherzo concertante)
3. Canción de la mala gente
4. Chicos, no se alejen del televisor
5. Me voy por fin a analizar
6. El patito (cuento infantil)
7. La sonrisa del fantasma
8. Cantata de Tarzán (Cantata)
9. Calypso de Arquímedes (principio musical)